# Ida Simons
Ida Simons, pseudonimo di Ida Rosenheim; altro pseudonimo utilizzato nelle opere in versi: Clara Serena Van Berchem (Anversa, 11 marzo 1911 – L'Aia, 27 giugno 1960), è stata una pianista e scrittrice olandese di origine ebraica, superstite dell'Olocausto.

## Biografia
Ida Simons nacque come Ida Rosenheimer. Il padre Moritz Rosenheimer (1875-1936) era un agiato commerciante di nazionalità tedesca e di religione israelita: la madre Constance Fight (1886-1963) era olandese ma, nata in Inghilterra, parlava preferibilmente in inglese anche in famiglia. Cresciuta in Belgio durante la prima guerra mondiale, ottenne la cittadinanza olandese nel 1921. Studiò pianoforte con Jan Smeterlin, un famoso pianista polacco noto per le sue interpretazioni di Chopin and Szymanowski. Esordì come concertista nel 1930 al Cercle Musical Juif di Anversa e divenne nota per le sue esecuzioni come solista con tutte le orchestre sinfoniche olandesi, fra cui la Concertgebouw diretta da Bruno Walter e la Residentie Orkest. Nel 1933 Ida sposò il giurista David Simons (1904-1998) e nel 1937 nacque il figlio Carel Arthur, conosciuto anche come Jan (1937-2009).
Nel 1941 venne deportata a Westerbork e a Terezín; sopravvisse, ma a causa della salute irrimediabilmente minata fu costretta a interrompere l'attività di musicista. Nel 1959 pubblicò il romanzo Una vergine sciocca, accolto come un capolavoro nei Paesi Bassi. Per la critica, era nata la «Jane Austen di Anversa». Dimenticato a poco a poco dopo la morte dell'autrice, avvenuta nel 1960, il romanzo è stato  riscoperto in Olanda forse casualmente nel 2014 suscitando un entusiasmo pari a quello iniziale; è stato tradotto anche in lingua italiana.

## Opere

### Poesia
- Clara Serena Van Berchem, Wrange oogst (1940-1945), Den Haag, 1946
- Ida Simons, Fantaisie-Inpromptu. In «Ter herinnering aan Ida Simons-Rosenheimer», Den Haag, 1960

### Prosa
- Ida Simons, Slijk en sterren: twee novellen, Den Haag, 1956
- Ida Simons, Een dwaze maagd, Amsterdam: Uitgeverij Cossee, 2014 (I edizione, Den Haag, 1959), ISBN 90-59-36504-6, ISBN 978-90-59-36504-9. Edizione in lingua italiana: Una vergine sciocca; traduzione dal nederlandese di Laura Pignatti, Milano : Rizzoli, 2015, ISBN 978-88-17-08026-2.